# Certonotus andrewi
Certonotus andrewi là một loài tò vò trong họ Ichneumonidae.